# 长沙晓园公园

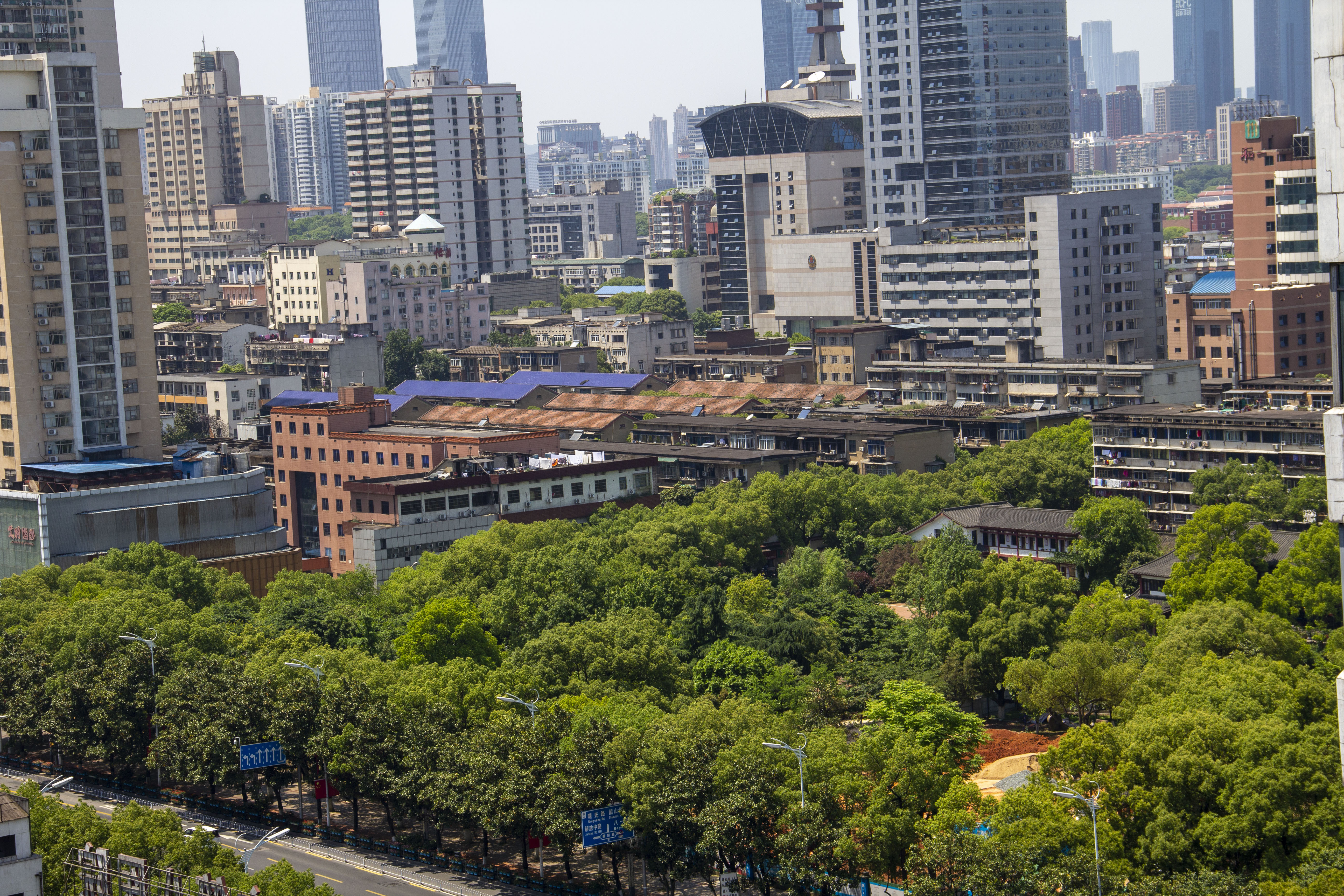
晓园公园

长沙晓园公园为湖南省长沙市湘江以东中心城区微型园林。公园位于五一路东北侧，占地3.77公顷。建筑风格极具湖南地方特色，景观分为青铜塑像、东苑、园中园、云水居、聚远楼茶楼等，园内的楼阁亭榭，小巧玲珑，位于樱花亭中“友好和平”青铜雕塑像系友好城市——日本鹿儿岛市赠送给长沙的礼物。此外，园中植有樱花、紫甘蓝、桂花、玉兰、睡莲等名贵花木。长沙晓园公园于1984年动工兴建，1986年年建成对外开放。